# 溫德勒達爾木板教堂
溫德勒達爾木板教堂（挪威語：Undredal stavkyrkje）是挪威韋斯特蘭郡艾于蘭的一座挪威教會的教區教堂。這座教堂約修建於1147年時，可以容納約40人。

## 外部連結
- 维基共享资源上的相關多媒體資源：溫德勒達爾木板教堂

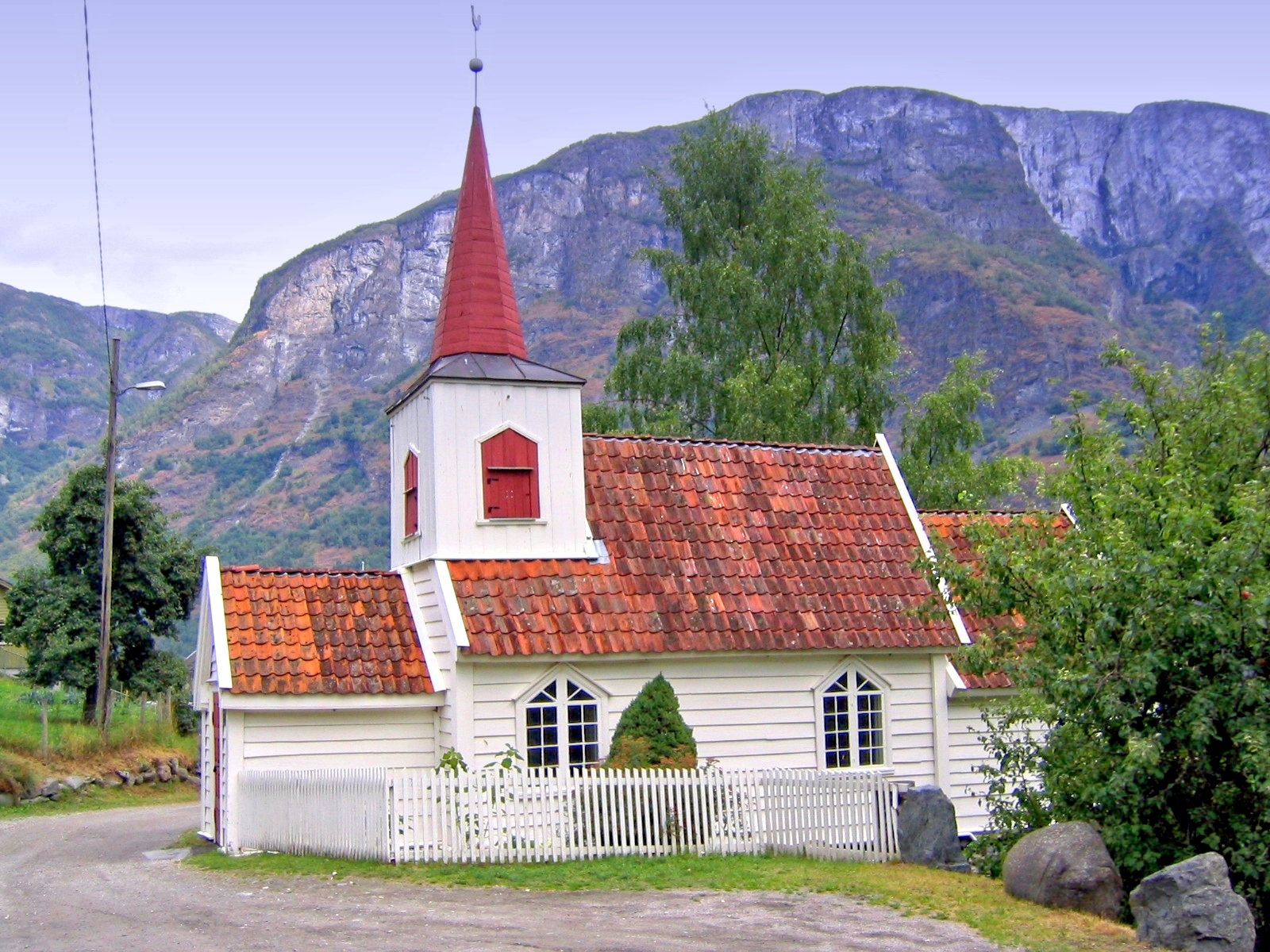

- Undredal stave church in Stavkirke.org （页面存档备份，存于） （挪威語）
- Undredal stavkyrkje
- Undredal stavkyrkje （页面存档备份，存于）
- Undredal area （页面存档备份，存于）